# Józef Zgórski
Józef Zgórski – urzędnik bankowy.
Pełnił stanowisko dyrektora filii banku austro-węgierskiego we Lwowie, na początku 1912 obchodził jubileusz 25-lecia pracy w tej instytucji. Później dyrektor oddziału Banku Polskiego we Lwowie.

## Ordery i odznaczenia
- Krzyż Oficerski Orderu Odrodzenia Polski (10 listopada 1928)[3]